# 최고경영자

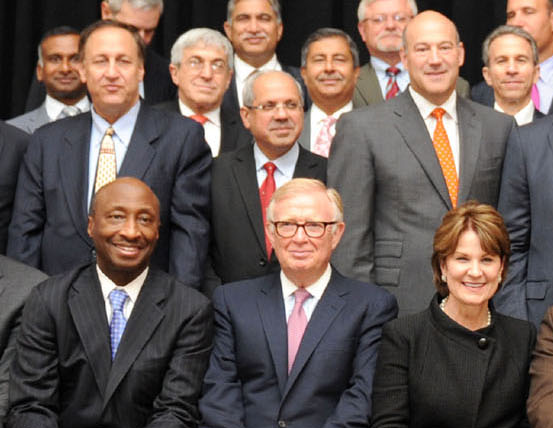
2015년 포춘 500의 CEO 그룹

최고경영자(最高經營者, chief executive officer, CEO) 또는 최고경영책임자(最高經營責任者)는 어느 회사, 단체, 정부 부서의 총체적인 경영을 책임지는, 가장 높은 위치에 있는 경영자를 말한다. 내부 소통과 언론을 통해 수많은 회사들이 이 용어를 이용하고 있다. 기업에 따라서 이사회 의장 혹은 사장과 겸직하는 수도 있다.
CEO와 그 하위에 있는 COO(최고운영책임자) 및 기타 C-레벨 임원은 이른바 미국형 기업 지배구조에 있어서 직책명으로, 이사회 의장(Chairman)이나 사장(President)과는 다르다. 그러나 실제로는, 의장이 CEO를, 사장이 COO를 겸임하는 경우를 찾아볼 수 있다. 특히 일본기업에서 CEO/COO를 도입하는 경우에는, 그러한 경향이 강하다.
다만, 일본에서는 회사법 제349조의 규정에 의하여, 어디까지나 회사의 대표권을 가진 것은 이사 또는 대표이사, 위원회설치회사에 있어서는 대표집행역이고, COO/CFO를 포함하여 CEO는 법적인 뒷받침은 전혀 없고, 사장과 회장과 같은 기업의 내부호칭에 불과하다. 즉, 만약 “이사 겸 최고경영책임자”라고 하는 직무를 가지고 있어도, 대표이사제도를 채용하고 있는 회사에서는 대표이사, 위원회 설치회사에서는 대표집행역이 아닌 이상, 합법적으로 회사를 대표할 권한은 없는 것이다. 또한, “대표이사 CEO”라고 하는 표기를 오늘날, 일본에서는 많이 볼 수 있는 것에 대해서는, 회사 내의 최고책임자, 즉 사실상의 탑이라고 하는 것을 표현하는 의미를 지닌다.

## 서양과의 차이점

### 대표이사제
한국 기업들이 흔히 범하는 오류 중 하나는 대표이사라는 직책을 직역하여 Representative Director라고 표기하는 것이다. 영미법에는 한국에서 사용되는 대표이사제가 존재하지 않는데, 이사 개인이 회사를 대표할 권리가 없기 때문이다. 이러한 번역은 한국 상법 상의 대표이사 권한과 권위를 보여주지 못하므로, 대표이사에 적합한 번역으로는 CEO를 붙여주는 것이 바람직하며, 권한보다는 이사들의 대표라는 의미를 부각하는 것이 목적인 경우 Chairman(이사회 의장)이 적합하다.

### Chairman
미국에서는 최고경영자 사장 직과 함께 의장까지 겸직하여 Chairman, President & CEO라는 직함을 사용하는 경우도 쉽게 찾아볼 수 있다. 영국의 경우 회장이 CEO를 겸직하지 못하도록 법적으로 규제를 하고 있다. 구글의 에릭 슈미트의 경우 "Executive Chairman"이라는 직책을 통해 여느 이사와 같이 단지 표결권을 가진 이사회 의장이 아닌, 실제 경영에 관여하는 우리나라의 회장과 비슷한 권한을 가지는 직책을 맡고 있기도 하다. 이리하여 우리나라에서의 막강한 권한을 가지는 회장은 Chairman보다는 오히려 CEO에 가깝다고 할 수 있다.

## 최고경영자의 자격
델타 항공의 경우, 다음과 같은 최고경영자의 자격을 정한 바 있었다. (1) 전략적인 리더쉽을 갖출 것 (2) 의사소통 및 사람을 대하는 놀라운 스킬을 가질 것 (3) 깊은 고객 서비스 경험, 단시간의 재무성과와 함께 기 성장된 서비스 영역에서의 투자의 균형감각을 가질 것 (4) 세계 시장에서의 시장 파악 능력을 가질 것.
하버드 경영대학원(Harvard Business School)의 교수인 조셉 엘 보워(Joseph L. Bower)는 리더로서 갖춰야 할 능력을 4가지로 정의한다. 세계 시장과 기업이 속한 시장의 흐름을 예측하는 능력, 인재를 발굴하고 신뢰성 있는 사업 파트너를 찾아내는 능력, 기업의 문제점을 파악하고 해결방안을 제시할 수 있는 능력, 마지막으로 자신의 기업을 객관적으로 잘 파악할 수 있는 능력이다. 이 중 네 번째인 기업을 객관적으로 파악하는 능력이 새로운 CEO의 성패에 있어 가장 중요하다고 봤다.
스위스컴의 최고경영자였던 펠릭스 로젠버그는 최고경영자의 가장 중요한 임무 가운데 하나가 경영진과 함께 개혁 프로그램을 잘 이끌어 가는 것이라고 한다.

## 임기

### 연임 사례
| 기업명      | 사례 |
| ----------- | --- |
| 코리안리    | 2010년 4월 29일 오전에 열린 이사회에서 박종원 사장의 재선(5연임) 안건이 통과되었다. 한국내 금융기관으로서는 사상 처음인 5연임이다. 박 사장의 연임은 2010년 6월11일 열리는 주주총회에서 최종 확정된다. |
| KDB산업은행 | 2020년 9월 10일 산업은행은 입장 자료를 통해 이동걸 회장이 9월 11일부터 2023년까지 제39대 산업은행 회장으로 연임될 예정이라고 발표했다.                                                                |

## 경영승계계획

### 중요성
역사적으로 보더라도 한 명의 리더에게 의존하는 것은 심각한 위험을 초래할 수 있다. 만일 그 한 명의 리더가 은퇴, 사망, 혹은 어떤 이유로든 그 자리를 물러난다면 지속적으로 성공할 수 있는 능력을 잃게 될 것이다. 앨프레드 슬론 이후의 제너럭 모터스, 헤럴드 제닌 이후의 ITT, 에드윈 랜드 이후의 폴라로이드, 로베르토 고이주에타 이후의 코카콜라가 바로 그러한 예이다. 1996년 4월, 보스니아로 향하던 비행기가 산악 지대에 추락하여 전원이 사망하는 사고가 발생했다. 이 비행기에는 미국 상공부 장관 론 브라운을 비롯한 다수의 기업 최고경영진들이 탑승해 있었다. 그런데 승계 계획 및 관리가 이루어지지 않은 벡텔(Bechtel), ABB 등의 회사는 갑작스런 최고 경영진의 사망으로 한동안 혼란과 어려움을 겪은 반면, 엔지니어링 회사 Foster Wheeler는 이미 후계자 승계 계획이 이루어져 있어 큰 어려움 없이 위기를 잘 극복했다. 하버드 비즈니스리뷰에 의하면 1380개의 글로벌기업을 대상으로 조사한 결과 60%가 "CEO 승계계획이 준비되어 있지 않다"고 했다. 오직 24%의 기업들만이 "CEO 승계계획을 철저한 준비 하에 운영한다"고 한다. 반면, 한국의 경우 세계경영연구원(IGM)에서 최근 최고경영자(CEO) 105명을 대상으로 설문조사한 결과, 현재 대표로 있던 자신의 회사의 경우 후계자 승계프로그램이 있는 경우가 13%인 것으로 나타났다. 후계자승계계획에 있어서, 최종 후보자 선정은 현 CEO가 은퇴할 시점에서 적어도 3개월 전에는 이뤄져야 한다. 우상시 될 만큼 탁월한 CEO가 물러날 경우 후임자들은 언제가 어려움을 겪게 된다((CEO) 승계: 준비됐는가의 저자 마셜 골드스미스) 구학서 신세계 사장은 "유능한 CEO를 길러 안정적으로 경영권을 승계하다보면 기업지배구조도 저절로 투명해질 것"이라고 말했다.

### 승계의 방법
월마트의 리 스콧 사장은 2001년 3월 27일 월스트리트저널과의 인터뷰에서 "월마트의 성공적인 CEO 승계 5대 비결"을 소개했다. 첫째, CEO 후보들을 선발한 뒤 여러 분야를 경험시켜라. 전임 CEO였던 글래스는 퇴임 5년전부터 후보자들을 선별, 다양한 분야의 일을 맡기면서 경영자 훈련을 시켰다. 둘째, CEO 후보들을 이사회와 최대한 많이 접촉시켜라. 이사회가 원하는 리더십, 기업의 방향이 무엇인지 일찍부터 깨닫고 이에 대해 준비할 수 있도록 하기 위해서다. 셋째, 전임 CEO와 충분한 대화를 나눠라. 글래스는 CEO 퇴임 전후에 오랜 승계기간을 갖고 스콧 사장과 끊임없이 대화했다. 서로의 장단점, 예상되는 문제점들을 짚어본 덕분에 승계에 따른 충격을 최소화 할 수 있었다. 넷째, 부하 직원들로부터 보고를 받을 때는 CEO의 책상이 아닌 편한 장소를 택하라. 스콧 사장은 취임 초기 CEO 책상에 앉아서 딱딱하게 보고받는 일을 피했다. 부하 직원들이 긴장을 풀고 편하게 새 CEO를 맞이할 수 있도록 배려한 것이다. 다섯째, 겸손하라. 명령만 내리면 모든 일이 이뤄질 것이라고 생각하면 큰 오산이다. 직원들을 통하지 않고는 아무 일도 이룰 수 없다.
하버드 비즈니스 리뷰에서는 기업이 CEO 승계를 위해 3가지 계획(다양한 후보자를 미리 선정하라, 다양한 업무를 맡겨 시야를 넓혀줘라, 실전 운영능력을 높여라)을 세우라고 한다. 이 과정을 통해 기업은 인재들의 장점과 단점을 파악하고 여러 실무경험을 통해 단점들을 보충할 수 있다. 최고경영자가 마음 속에 특정 후계자를 내정하고 있는 기업은 특정 후계자를 염두에 두고 있지 않은 기업보다 훨씬 수익이 높다는 사실이 증명되고 있다. 한편, 미국 대기업들이 경영 쇄신을 위해 바깥에서 최고경영자를 받아들이곤 하지만 오히려 문제를 더 크게 만들어 결국 내부 인사로 교체하는 경우가 적지 않다. 2003년 유럽과 미국의 대기업들을 상대로 한 통계자료에 따르면, 외부경영자들이 새 기업의 리더로서 실패할 확률이 내부경영자들 보다 20%가량 높다. 이처럼 외부에서 영입한 CEO의 경우 기업의 문화나 역사를 철저히 파악하는 것이 무엇보다 중요하다. 사전 수련을 받는 경우를 포함해 CEO 승계에 있어 이들 기업처럼 잘되지는 않는 게 보통이다. 온라인 증권사 찰스 슈왑의 데이비드 포트럭이 그 단적인 예. 포트럭은 착실히 단계를 밟아 창업자 찰스 슈왑과의 공동 CEO를 거쳐 2003년 CEO직에 올랐으나 정확히 14개월만에 그 자리에서 쫓겨나고 회사는 다시 슈왑의 손에 넘겨졌다.
포스코 이사회의 안철수 의장은 "전 세계적인 불황기에 외부에서 사람이 와서 업무 파악에 몇 달을 보낸다면 오히려 멀쩡한 회사를 위기로 몰아넣거나 귀중한 기회를 놓칠 수 있다"며 "내부승계가 바람직하다"고 말했다.

### 세계 주요 기업의 경영승계계획
| 기업명             | 계획 여부 |
| ------------------ | --- |
| 3M                 | 2005년 6월, 전 CEO인 제임스 맥너니(James McNerney)가 보잉의 CEO로 취임하면서 3M을 떠난 후, 전 펩시 부회장 로버트 모리슨(Robert Morrison)의 대행 체제로 운영되기 시작하였다. 3M은 전 록히드마틴 회장 밴스 코프만(Vance Coffman)을 위원장으로 하는 서치 위원회(Search Committee)를 구상하고 외부 컨설턴트를 선정하여 회사 내부와 외부에서 후임 CEO를 찾는 작업을 진행하였다. 그러나 3M은 2005년 3분기 실적이 예상치를 넘는 좋은 결과를 내자 후임 CEO 선정을 2006년으로 미룰 수도 있으며 서두를 의사가 없다고 발표하였다. 3M은 CEO의 공석이 M&A나 신규 사업계획의 입안 등 회사의 중요한 의사결정을 보류하도록 하는 요인이 되고 있지는 않다고 발표하였다. 이 사례는 회사의 실적으로 나타나는 경영진의 효율성이 뒷받침 되는 경우 CEO 승계가 여유있게 진행될 수 있음을 보여준다. |
| 리복               | 소니사 간부 출신인 CEO를 14개월만에 전직 CEO로 교체, 게이트웨이 창업자인 테드 웨이트가 지난 2000년 AF&T 경영진출신인 제프 웨이츤을 CEO로 영입했다가 1년여 만에 다시 경영일선에 복귀 |
| 마텔(인형 메이커)  | 2000년 2월 여성 CEO인 질 브래드가 퇴직한 후 후임이 들어서기까지 4개월여 공백이 생겼는데 이것이 회사 수익과 사기에 큰 차질을 초래했다. |
| 뱅크 오브 아메리카 | 발견할 수 없음 |
| 소니               | 오가는 이데이가 회장으로 취임하고, 자신은 일선에서 물러나 명예회장으로 있으면서도 이데이의 경영에 대해 공식적으로 비판하는 등 이데이의 입지를 곤란하게 했다. 이와 같이 창업자 세대에서 전문경영인 세대로 순조롭게 이전하지 못한 것은 이데이의 취약한 리더십이 원인이 되었다. :312 이데이 회장은 2001년부터 지나치게 외부활동에 주력하고, 내부의 경영통제에는 별다른 신경을 쓰지 못했다. 이데이는 제너럴 모터스와 네슬레의 사외이사가 되어 해외 출장이 잦았고, 정부의 IT 전략자문회의의 의장이 되어 외부활동이 많아졌다. 이데이 회장 대신 안도 사장이 그 역할을 대신할 수도 있었으나 이데이는 자신을 CEO로, 안도 사장은 COO로 역할을 정의한 뒤 안도 사장에게 각 컴퍼니의 시너지를 도모하는 것과 같은 주요한 조정 역할에 대한 권한을 충분히 주지 않았다. 결국 이데이는 시너지 창출에 필요한 내부의 협력결속과 같은 업무를 자신이 맡았지만, 실제로는 충분한 시간을 투입하지 못한 꼴이 되었다. :270 |
| 시만텍             | 2008년 11월 18일, 회장 겸 최고경영자 (CEO)인 존 톰슨이 회계연도 2009년이 종료되는 2009년 3월 CEO에서 사퇴할 것이라고 밝혔다. 시만텍 이사회는 현 시만텍 최고운영책임자(COO)인 엔리크 살렘을 2009년 4월 취임할 사장 겸 CEO로 임명했다. 회사의 임원이 사망, 사임, 해고 등으로 공석이 된 경우, 시만텍 이사회가 이를 보충할 수 있다. |
| 신한금융지주       | 1인 장기집권에도 불구하고 신한지주의 "포스트 라응찬" 구도는 간명하다. 라응찬 회장에 뒤이어 신상훈 신한지주 사장과 이백순 신한은행장 순으로 뚜렷한 후계구도가 형성돼 있기 때문이다. 한때 이인호 전 신한지주 사장과 몇몇 핵심계열사 사장들이 "포스트 라응찬" 후보로 꼽혔으나 이제는 라응찬-신상훈-이백순 라인업으로 굳어졌다는 것이 대체적인 평가다. 금융당국도 신한금융그룹의 후계구도가 정리됐다고 보고 있다. 금융당국 관계자는 "신한금융은 다른 금융지주사들에 비해 뚜렷한 후계구도가 형성됐다"며 "라 회장이 2000년 초반부터 후계자 후보군을 경쟁시켜 정리가 끝난 상황"이라고 밝혔다. |
| 엑슨모빌           | 최소한 1년에 한번, 이사회는 CEO와 기타 주요 집행임원의 승계계획을 점검한다. 승계계획에는 평상시의 절차 뿐만 아니라 급작스러운 사고가 생긴 경우의 절차도 포함된다. |
| 인텔               | CEO 유고시, 즉시 이사회를 개최하고, 그 전에는 president가 CEO의 역할을 수행한다. |
| 제너럴 일렉트릭    | 이사회는 "경영개발 및 보상위원회"의 추천에 의하여 CEO와 주요 집행임원의 승계계획을 승인하고 유지한다.(Governance Principles 15. Succession Plan)( 잭 웰치, 제프리 이멜트 사례 참조) |
| 제록스             | CEO였던 리차드 토맨(Richard Thoman)도 제록스(Xerox)에 새 CEO로 부임한 지 13개월 만에 회사를 떠나야만 했다. 새로운 기업의 특징을 잘 모른 채 섣불리 중요한 결정을 내린 탓이 컸다. |
| JP모건 체이스      | 현재 이사회 의장·대표이사·CEO를 제이미 디몬(Jamie Dimon)이 겸하고 있으며, 그의 후계자로는 마이클 카바나(Michael Cavanagh) CFO, 찰리 샤프(Charlie Scharf) 집단 소매 서비스 부문 CEO, 사무엘 토드 매클린(Samuel Todd Maclin) 상업 은행 CEO가 물망에 오르고 있다. CEO의 승계 계획(succession planning)은 최소 1년에 1회 점검되고 있으며, CEO를 포함한 모든 이사들은 1년에 1회 선출되고 있다. |
| Wells Fargo        | CEO에 대한 평가는 (1) 재정과 영업에서의 성과의 다양한 측정을 포함하는 객관적 기준과 (2) 주관적 요소에 기반을 두고, CEO의 보상금액을 고려하여 "인적자원위원회"에 의하여 사용된다. |

## 유고 상황 대비
GE는 매 해 12월 정기 이사회에서 지금 당장 현 CEO가 불의의 사고를 당해 물러난다면 당장 누가 그 역할을 맡을 것인가를 정하는 작업을 하며, 경영 공백의 최소화를 위해 상시 CEO 승계 계획을 실천하고 있다. 엑슨모빌도 최소한 1년에 한번, 이사회는 CEO와 기타 주요 집행임원의 승계계획을 점검한다. 승계계획에는 평상시의 절차 뿐만 아니라 급작스러운 사고가 생긴 경우의 절차도 포함된다. 제너럴 모터스는 최고경영자가 비상승계계획을 매년 이사회에 보고하도록 하고 있다. :76 팬텍의 CEO인 박병엽 부회장은 2008년 말, 자신이 갑작스러운 사고로 사망했을 때 어떤 대응시스템을 작동시킬 것인지 보고서를 쓰라고 지시했다. 담당자는 몇 차례나 머뭇거렸지만 거듭된 재촉에 2009년 1월 최종 보고서를 제출했다. 70쪽이 넘는 보고서에는 비상연락망을 어떻게 가동하고, 위기대응팀은 누구로 구성하는 등의 내용이 꼼꼼히 들어있다. 심지어 "발인 다음 날엔 무엇을 하라"고 적혀 있을 정도이다. 삼성과 LG는 "계란을 한 바구니에 담지 말라"는 최고경영자 이동 지침이 있다. 회장·사장, 또는 사장·부사장 등 CEO가 같은 장소로 이동할 때, 반드시 시간적인 간격을 두고 다른 교통수단을 이용해야 한다는 것이다. 불의의 사고나 테러로 CEO가 모두 유고상황에 빠지는 것을 피하기 위해서다. KB금융지주는 이사회의 결의로 이사 중에서 약간명의 대표이사를 선임할 수 있고, 대표이사 유고시에는 이사회에서 정한 순서에 따라 그 직무를 대행한다. KB금융지주는 2009년 9월 29일, 황영기 대표이사 회장이 사임하고, 10월 29일 회장후보추천위원회가 구성될 될 때까지 1개월이 소요된 적이 있다. 한국가스공사는 사장의 유고시에는 사장이 지정한 상임이사 또는 그러한 지정이 없을 경우에는 직제 규정이 정하는 순서에 따른 상임이사가 그 직무를 수행한다. 대다수의 회사에 있어서 비상승계계획은 일종의 터부이다. 우선 거론하기 즐거운 주제가 아니며 현 이사진의 최고경영자에 대한 불신으로 오해될 소지가 있다. 또 카리스마가 강하고 성공적인 최고경영자들은 자신이 아닌 다른 사람이 자신의 역할을 할 수 있다고 생각하지 않는 경우가 많아 승계계획이라는 개념 자체에 회의적이다. 최고경영자 승계를 둘러싸고 회사 내부에 갈등이 발생하거나 승계가 순조롭게 이루어지지 못하는 경우 회사의 주식이 일시적으로라도 저평가될 수 있고 경우에 따라 이는 외부에 의한 적대적 M&A 내지는 그린메일의 기회를 제공하게 된다. :76

## 보수
한 자료에 의하면 2004년 미국 회사의 CEO 보수와 종업원 평균 임금의 비율은 531:1에 이르렀는데 이는 영국의 25:1, 프랑스의 16:1, 독일의 11:1, 일본의 10:1 등에 비해 과도하게 높은 것이다. :213

## 같이 보기
- 최고재무책임자
- 최고정보책임자
- 최고지식책임자
- 경영학
- 경영자 자본주의
- 도티

## 참고 자료
- “CEO 평가 가이드 라인”. 삼성경제연구소. 2007년 11월 27일.[깨진 링크(과거 내용 찾기)]
- 프라이스워터하우스쿠퍼스. 《최고경영자의 직언》. 안진환 역. 청림출판. ISBN 89-352-0409-9.